# Nikołaj Rosławiec
Nikołaj Andriejewicz Rosławiec (ros. Никола́й Андре́евич Ро́славец, ur. 23 grudnia 1880?/4 stycznia 1881 w Duszatinie w guberni czernihowskiej, zm. 23 sierpnia 1944 w Moskwie)  – rosyjski kompozytor. 

## Życiorys
W 1912 ukończył Konserwatorium Moskiewskie w klasie skrzypiec Jana Hřímalego oraz kompozycję u Aleksandra Iljinskiego i Siergieja Wasilenki. Po studiach prowadził aktywną działalność pedagogiczną, m.in. w latach 1921–192 był rektorem i profesorem Instytutu Muzycznego w Charkowie  .
Był jednym z liderów Assocjacyi Sowriemiennoj Muzyki, oraz redaktorem czasopism „Muzykalnaja kultura” (1924). Po likwidacji czasopisma i innych represjach inteligencji został zwolniony z pracy bez prawa powrotu. W związku z represjami w 1937 zniszczono wiele wczesnych utworów Rosławca .

## Twórczość
Już od 1913 pisał utwory atonalne. W latach 1913–1915 sformułował nowy system organizacji dźwięków na podstawie „akordów syntetycznych”, który wykorzystywał w wielu utworach z lat 1919–1924. Podstawą tego systemu jest kompleks określony przez kompozytora jako akord syntetyczny, który w równej mierze stanowi melodię i akord. Jego system był bliski zasadom Arnolda Schönberga i stanowił podstawę dla powstania serii dodekafonicznej  .